# 斯廷·凯瑟
斯廷·巴斯-凯瑟（荷蘭語：Stien Bass-Kaiser，1938年5月20日—2022年6月23日），荷兰前女子速度滑冰运动员。她曾代表荷兰在冬季奥运会速度滑冰比赛中获得1枚金牌、1枚银牌和2枚铜牌。2022年6月23日，凯瑟逝世。